# 日本舊石器時代
日本旧石器时代，从人类开始移居日本列岛开始( 距今約三萬九千年 )，到大约一万六千年前结束。这段时期亦被称为无土器时代或先土器时代。
青森县外滨町大平山元遗址出土的土器上附着的碳化物，经AMS法放射性碳年代测定并经过矫正后，年代为一万六千年前，被视为日本旧石器时代的结束。
洪积世时期日本地理上与亚洲大陆相连，距今约一万年前，即第四次冰川期结束。其後气候回暖，导致海平面上升，列岛渐渐脱离了大陆，前日本列岛形成。远古的大陆先民，通过冰川期形成的陆地，追逐猎物络绎东徙，成为那里的最早的住民。它们在食物充足的岛屿上繁衍子孙，将石器文化和粗陶带入了早期的绳文时代。

## 考察

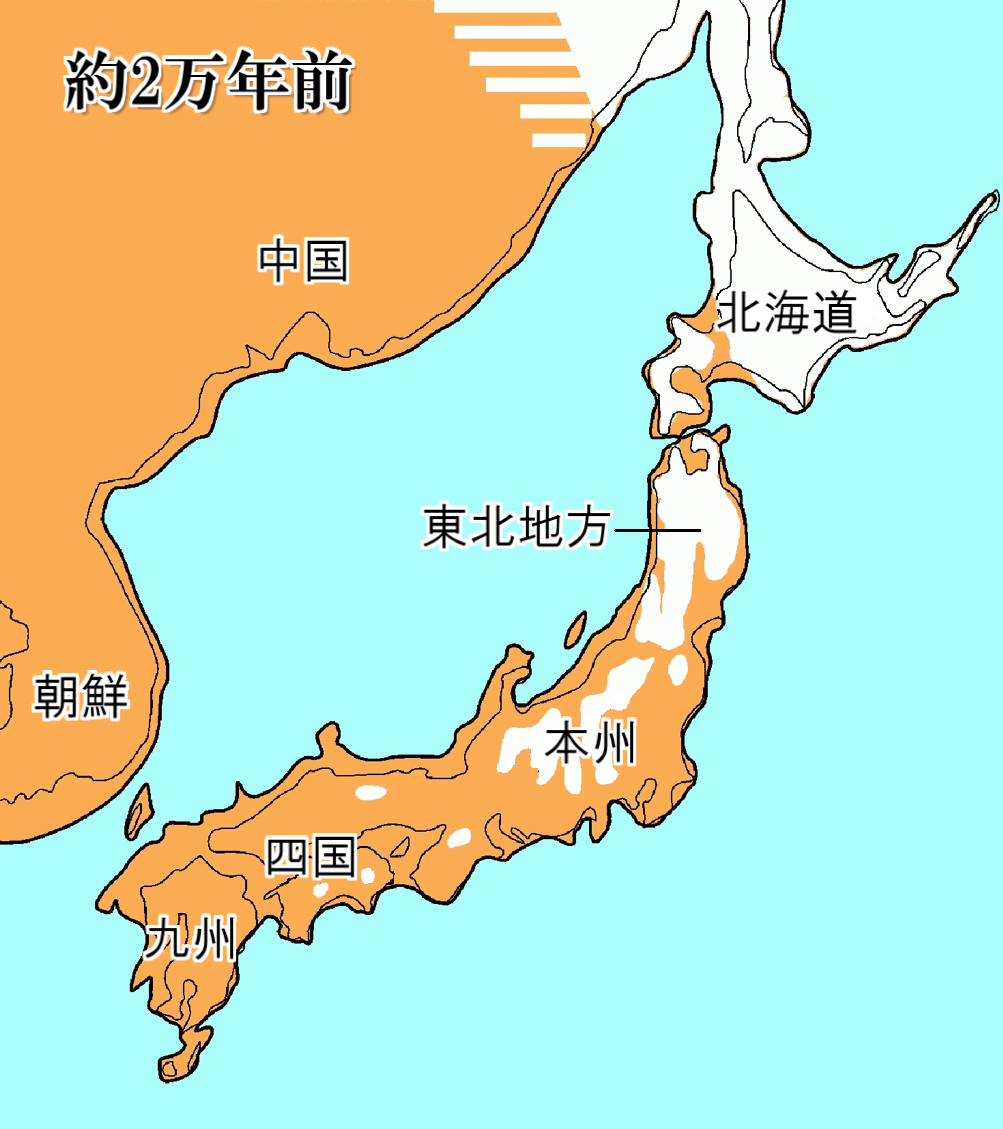
約2萬年前冰河時期最後的更新世後期日本的高度地圖
海面上地區
無植物生息的地區
海
黑線標示出現代的日本